# Saint-Germain-de-Modéon
Saint-Germain-de-Modéon é uma comuna francesa na região administrativa da Borgonha-Franco-Condado, no departamento de Côte-d'Or. Estende-se por uma área de 15,73 km². Em 2010 a comuna tinha 178 habitantes (densidade: 11,3 hab./km²).